# Пеласгиотида
Пеласгиотида (др.-греч. Πελασγιῶτις, Pelasgiōtis) — вытянутый регион древней Фессалии, простиравшийся от Темпейской долины на севере до города Феры на юге. В Пеласгиотиде располагались следующие населенные пункты: Аргос Пеласгийский, Аргира, Армений, Атракс, Краннон, Киноскефалы, Элатея, Гиртон, Мопсион, Лариса, Кондайя, Onchestos реку и город, Фаитт, Феры, Скотусса и Сикурион. Этнохороним жителей региона — пеласгиоты (Πελασγιῶται, Pelasgiōtai).
Наряду с Ахеей Фтиотийской, Фессалиотидой и Гистиеотидой, Пеласгиотида входила в фессалийскую тетрархию, управляемую тагом, когда того требовали обстоятельства.
Область упоминается Страбоном, но не Геродотом, который, кажется, относит её к округу Фессалиотида.
В эпиграфике пеласгиоты упоминаются среди других фессалийских послов в Афинах около 353 года до н. э. Фрагмент мраморной стелы в Ларисе свидетельствует о том, что по просьбе римского консула Квинта Цецилия Метелла, сына Квинта, «друга и благодетеля нашей страны [ ethnei hēmōn ]» в обмен на услуги, оказанные им, его семьёй, сенатом и народом Рима, Фессалийский союз постановил отправить в Рим 43 000 ящиков с пшеницей, которые будут облагаться налогом из разных регионов, входящих в союз. Пеласгиоты и фтиоты должны предоставить 32 000, а гистиоты и фессалиоты должны предоставить оставшиеся 11 000, причём 25% пойдёт в армию, все в разные месяцы.
Региональный и этнический топоним напоминает пеласгийский элемент из фессалийского прошлого. Как и в других частях Фессалии, засвидетельствованы надписи на эолийском греческом языке, а после II века до н. э. — на греческом койне .
Во время фессалийских игр в Ларисе в честь Зевса-освободителя (Ελευθέριος) в I веке до н. э., несколько спортсменов-победителей описываются как «фессалийцы из пеласгийской Лариссы» (Θεσσαλὸς ἀπὸ Λαρίσης τῆς Πελασγίδος). В погребальной эпиграмме III века до н. э. Эрилаоса Калхедонского (Ἡρίλαος̣, Erilaos) упоминается также «пеласгийская» Ларисса (Λάρισα τᾶι Πελασγίδι).